# احمد العمران
احمد العمران (انگلیسی: Ahmad Al-Emran) بازیکن هندبال اهل کویت بود.